# Scelotrichia warabai
Scelotrichia warabai är en nattsländeart som beskrevs av Wells 1990. Scelotrichia warabai ingår i släktet Scelotrichia och familjen smånattsländor. Inga underarter finns listade i Catalogue of Life.